# Jean V (roi de Portugal)
Pour les articles homonymes, voir Jean V.
Jean V le Magnanime (en portugais João o Magnânimo), né à Lisbonne le 22 octobre 1689 et mort à Lisbonne le 31 juillet 1750, 24e roi du royaume de Portugal et des Algarves, succède à son père Pierre II en décembre 1706, puis est intronisé le 1er janvier 1707.
Il instaure un régime absolutiste, sur le modèle de celui de Louis XIV. L’or du Brésil, dont il perçoit le cinquième, lui en donne les moyens. La relation du roi avec la papauté varie durant son règne avec des periodes de relations étroites et des conflits à des moments différents pendant les pontificats de cinq papes .

## Début de sa vie

### Jeunesse

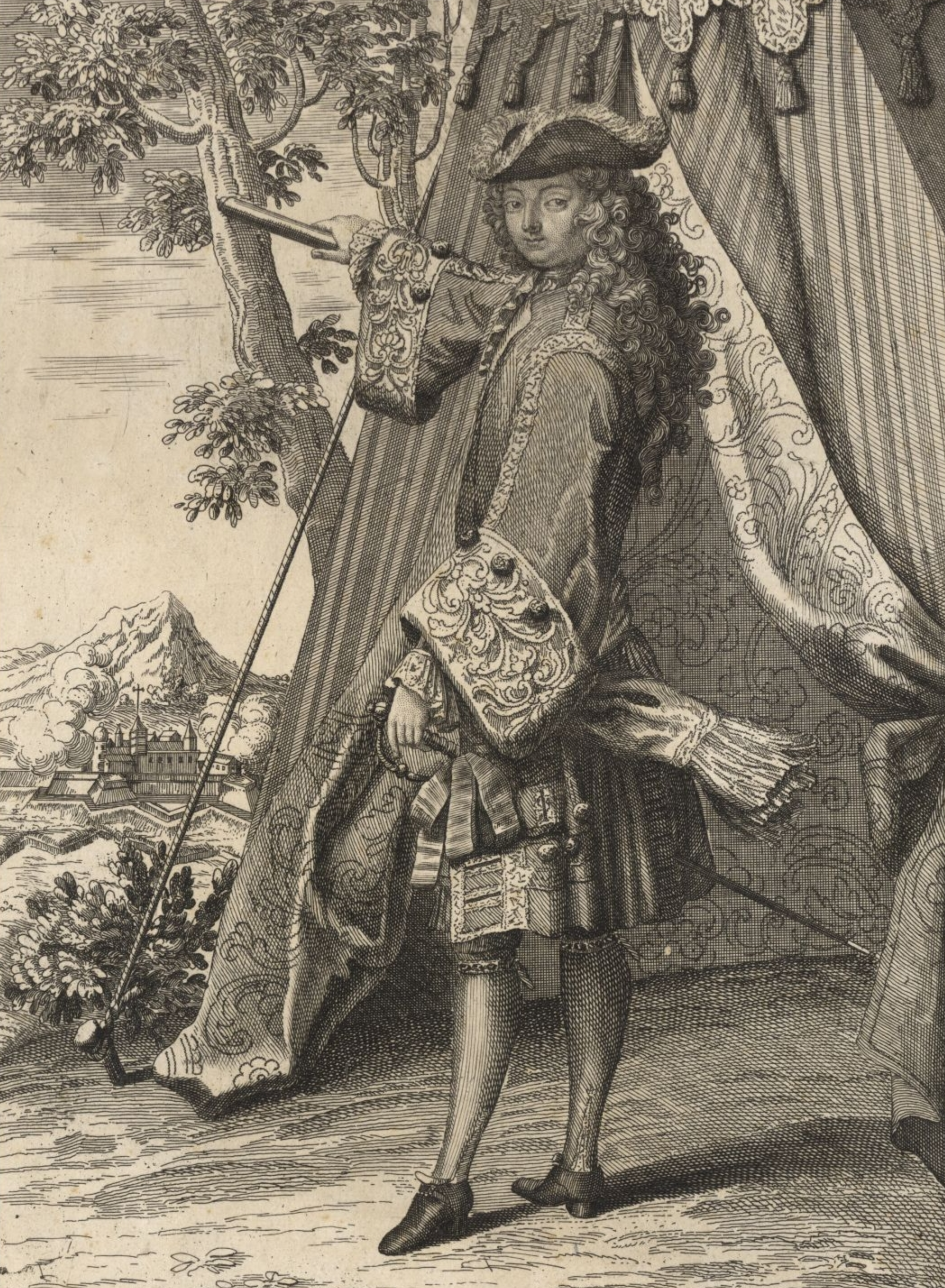
Portrait de Jean, Prince du Brésil, par Chez Berey, vers 1706

Jean est né le 22 octobre 1689 au palais de Ribeira à Lisbonne et est le deuxième fils du roi Pierre II de Portugal avec Marie-Sophie de Neubourg. Il est baptisé le 19 novembre à la chapelle du Palais Royal et reçoit le nom complet de Jean François Antoine Joseph Benoît Bernard (João Francisco António José Bento Bernardo).
Jean a une éducation stimulante et est entouré de certains des esprits les plus brillants d'Europe à l'époque. Les soins du jeune prince sont gérés par des femmes selon une coutume de la  cour et de la noblesse portugaise dans son ensemble . La gouvernante de Jean est Marie de Lencastre, à qui le poste aurait été donné davantage pour sa beauté et son statut que pour ses aptitudes. La marquise est plus tard la gouvernante des jeunes frères de Jean, le duc de Beja François, l'Infant Antoine de Portugal et le comte d'Ourém Manuel .
Enfant, il est sous la tutelle et la forte influence des pères jésuites Francisco da Cruz, João Seco et Luís Gonzaga . Le père Luís Gonzaga est chargé de l'éducation de tous les enfants du roi Pierre II. Il leur enseigne l'éducation militaire, la politique, l'astronomie, les études nautiques, les mathématiques et l'histoire . Alors que Jean grandi, il est encadré dans les affaires politiques par Luís da cunha, un éminent diplomate portugais .
Lorsque Jean atteint l'âge de sept ans, son père décide de superviser l'instruction de ses fils . Ceci est officialisé lorsque lui et son frère François sont admis dans l' Ordre du Christ le 7 avril 1696 . Plus tard cette année-là, le roi décide finalement de conférer à Jean les titres de l'héritier du trône, à savoir celui de prince du Brésil et de duc de Bragance. Le 1er décembre 1696, à l'anniversaire de la guerre de restauration portugaise, une grande cérémonie a lieu dans laquelle Jean est investi de ses titres . La cérémonie implique le placement d'un grand manteau d'hermine et de velours rouge sur ses épaules, ainsi que la parure de sa personne avec divers bijoux et insignes royaux .
Un peu plus d'un mois avant le dixième anniversaire de Jean en 1699, sa mère la reine Marie-Sophie décède à l'âge de 33 ans . Cela amène Jean à se retirer de la cour et à déprimer pendant plusieurs mois . Sa tante, Catherine de Bragance, l'ancienne reine consort d'Angleterre, d'Écosse et d'Irlande, prend ensuite en main son éducation . Elle réside dans le palais qu'elle a construit, le Palais de Bemposta, et s'occupe de Jean jusqu'à sa mort en 1705 .
En avril 1700, Jean tombe très malade et on suppose qu'il est sur le point de mourir . Craignant sa disparition imminente, il demande les derniers sacrements . À la surprise de tout le monde, il guérit et retourne rapidement à ses activités normales . Sa récupération complète est considérée comme un miracle par la Cour .
Jean est grandement attristé par la mort de sa sœur, Thérèse de Portugal, en février 1704. Le prince évite pendant quelques mois la cour et son père qui favorise son frère cadet, l'infant Manuel de Portugal . En mai de la même année, il retourne finalement à la cour et se réconcilie avec son père, disant que sa  saudade pour sa sœur ne ferait pas obstacle à son devoir envers le roi .

### Couronnement

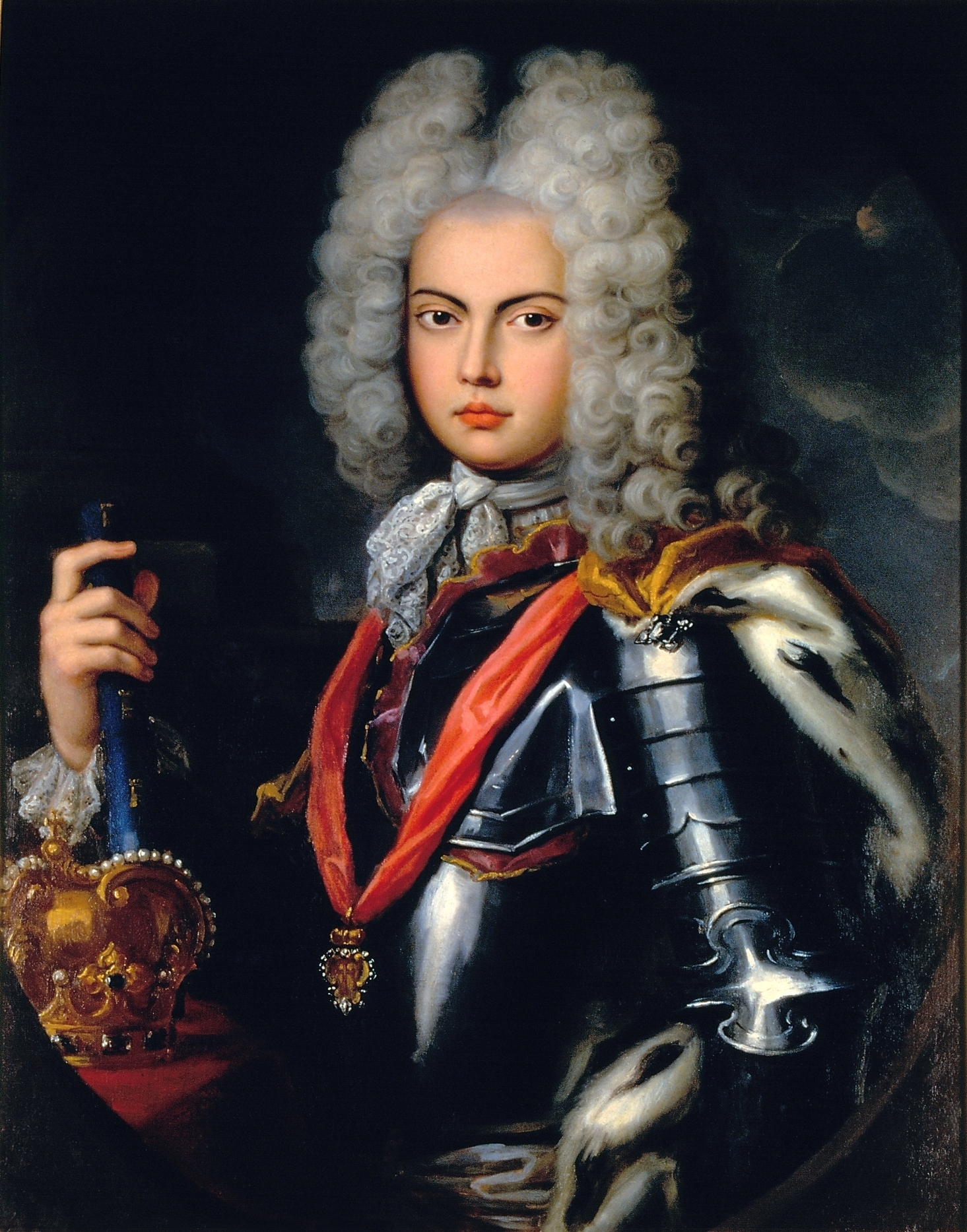
Le roi Jean V de Portugal par Pompeo Batoni

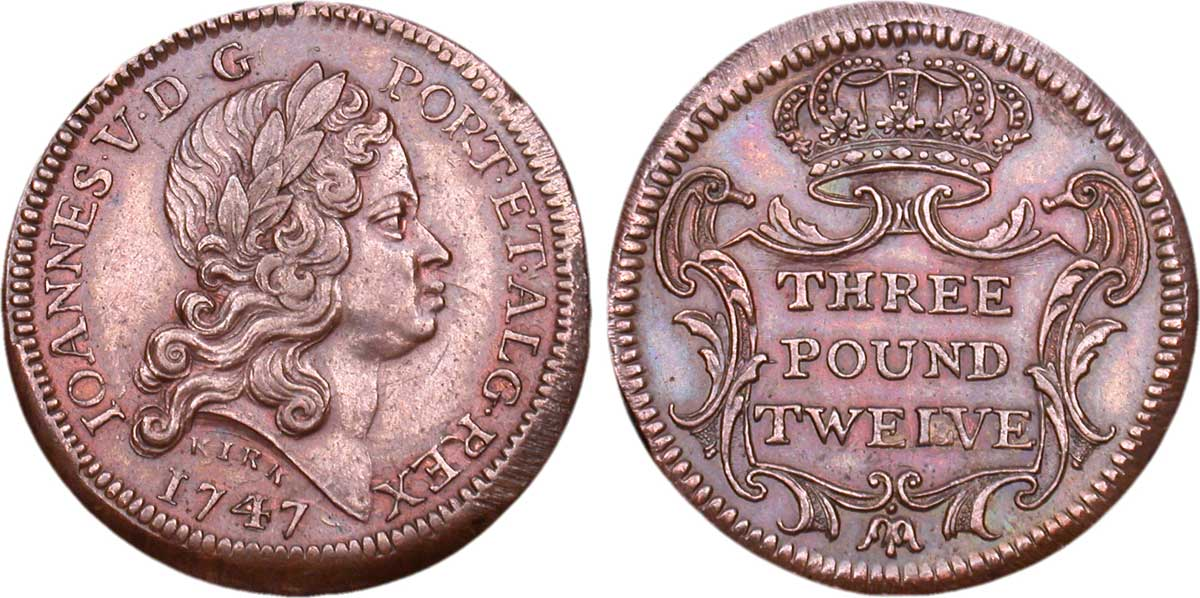
Poids monétaire pour les pièces d’or de 12.800 reis du Brésil à l'effigie de Jean V, 1747

Pierre II meurt dans son sommeil le 9 décembre 1706 . Les préparatifs pour le couronnement de Jean se déroulent les jours suivants et le palais royal est redécoré. Les bannières noires du deuil sont remplacées par des bannières rouges et des couronnes de fruits sont suspendues dans tout le palais .
Le jour de l'acclamation du nouveau souverain, le 1er janvier 1707, le trône est placé sur le balcon de la Torre do Rei du Palais de Ribeira . Des tapisseries illustrant les allégories de la Justice et de la Prudence sont suspendues au-dessus du Terreiro do Paço . Une fois Jean assis sur son trône, des couronnes en or sont disposées autour de lui et du balcon . Portant sa Croix de l'ordre du Christ, avec la Couronne Portugaise à côté de lui, Jean est acclamé roi d'un empire qui s'étend sur quatre continents. Il est également le chef d'État d'un royaume qui est en guerre contre l'Espagne et la France .

### Mariage

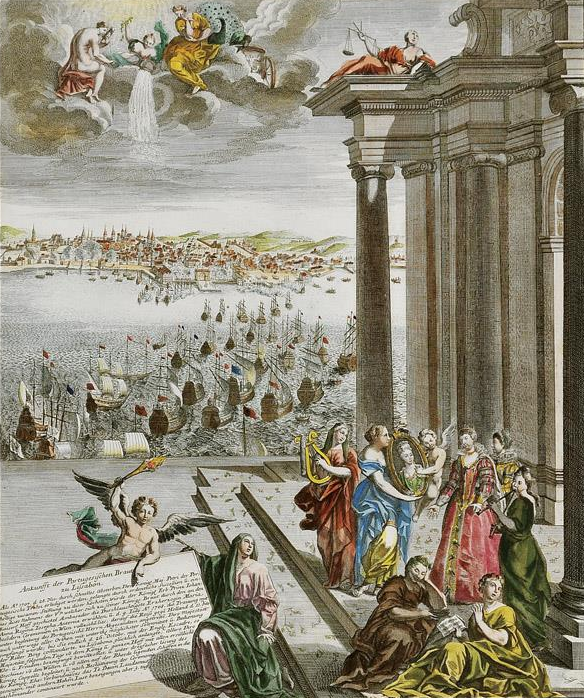
L'arrivée de Marie Anne d'Autriche à Lisbonne, par Gottfried Stein, vers 1708.

Son père, le roi Pierre II, a travaillé longtemps afin d'obtenir pour lui un mariage avec une archiduchesse autrichienne garantissant l'alliance du Portugal avec les Habsbourg . Jean poursuit ces négociations et réussit finalement à obtenir un accord.
Le 27 juin 1707, Fernão Teles da Silva, comte de Vilar Maior, signe un contrat de mariage avec l'empereur du Saint-Empire romain germanique, Joseph Ier, qui officialise le mariage entre Jean et la sœur de l'empereur, l'archiduchesse Marie-Anne d'Autriche . Le contrat fixe également la dot de l'archiduchesse à 100 000 couronnes autrichiennes, une somme considérable pour l'époque .
L'armada que le Portugal envoi pour escorter Marie-Anne des Pays-Bas à Lisbonne arrive dans l'estuaire du Tage le 26 octobre 1708 . Les célébrations du mariage, somptueuses et très coûteuses , durent jusqu'au 27 décembre .
À la fin de l'année 1710, la reine Marie-Anne n'a toujours pas donné naissance à un héritier au trône. Inquiet, le roi promet un couvent si son épouse tombe enceinte avant la fin de 1711 . Son souhait se réalise lorsque sa femme donne naissance à une fille, Marie-Barbara de Portugal, le 4 décembre 1711 .
Jean et Marie-Anne ont un mariage heureux mais vivent en grande partie des vies séparées . Le roi  a de nombreuses maîtresses tout au long de sa carrière royale, dont Filipa de Noronha, Paula de Odivelas, Luísa Inês Antónia Machado Monteiro, Madalena Máxima de Miranda, Inácia Rosa de Távora et Luísa Clara de Portugal.

## Règne

### Politique gouvernementale

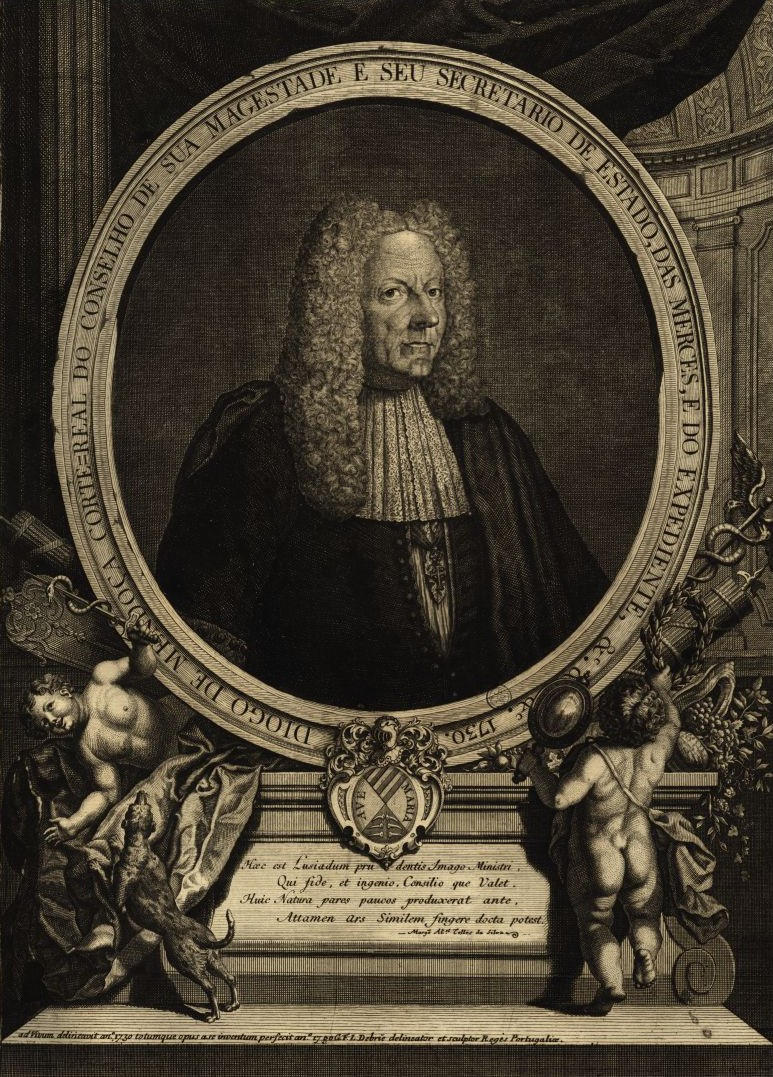
Diogo de Mendonça Corte-Real, Secrétaire d'État du Royaume

Jean V règne en monarque absolu. Il ne convoque jamais les Cortes portugaises, l'ancien parlement des trois ordres au Portugal et ignore activement les réunions du Conseil d'État . Cependant, le roi n'agit pas seul lorsqu'il prend des décisions. Il consulte plutôt fréquemment un cercle restreint de conseillers bien informés  et tient des audiences hebdomadaires intimes avec les membres des trois ordres. Il les préfère aux institutions plus grandes, telles que les Cortes et le Conseil d'État, qu'il considère comme incompétents et pléthoriques .
Le poste le plus élevé dans le gouvernement du roi est celui de Secrétaire d'État du Royaume, l'équivalent de Premier ministre. Ce poste est toujours occupé par un de ses favoris, dont Diogo de Mendonça Corte-Real ,, que le roi consulte sur chaque question . Lorsque Jean V devient roi, il hérite d'un Conseil d'État (composé de nombreux évêques, nobles et bureaucrates) chargé d'être le plus grand organe consultatif . Cependant, l'aversion de Jean V pour les institutions et les organes consultatifs le conduit à cesser de convoquer officiellement le conseil, ce qui mène le diplomate Luís da Cunha à qualifier le roi de despote et son gouvernement d'absolutiste . Le monarque portugais est un absolutiste par conviction. Il croit que le pouvoir ainsi que l'autorité émanent uniquement de son droit, auquel toutes les autres personnes et juridictions sont complètement subordonnées .
Bien qu'ayant démantelé la plupart des institutions, Jean V maintient le Conseil des Trois États, un conseil gouvernementale créée par le roi Jean IV (son grand-père) qui gère les finances, l'entretien des installations militaires, la levée de troupes et la fiscalité liée à la défense . Le roi portugais comprend la nécessité de ce conseil et choisi soigneusement ses membres, ne sélectionnant que ceux jugés les plus compétents ainsi que les plus informés .
De même, il maintient le Conseil du Trésor, qui gère les finances du Portugal et de son empire, la collecte des impôts, la comptabilité budgétaire de la majorité des organisations du Royaume (à l'exception de l'armée), exerce son autorité sur la Casa da Índia, la Monnaie royale ainsi que les douanes sur tout le territoire portugais .

### Politique européenne
Jean V poursuit une politique étrangère qui cherche à maintenir la neutralité du Portugal . La principale exception est l'intervention portugaise dans la guerre de Succession d'Espagne (1701-1714) dans laquelle le Portugal intervient sous la pression de son alliance avec les britanniques .

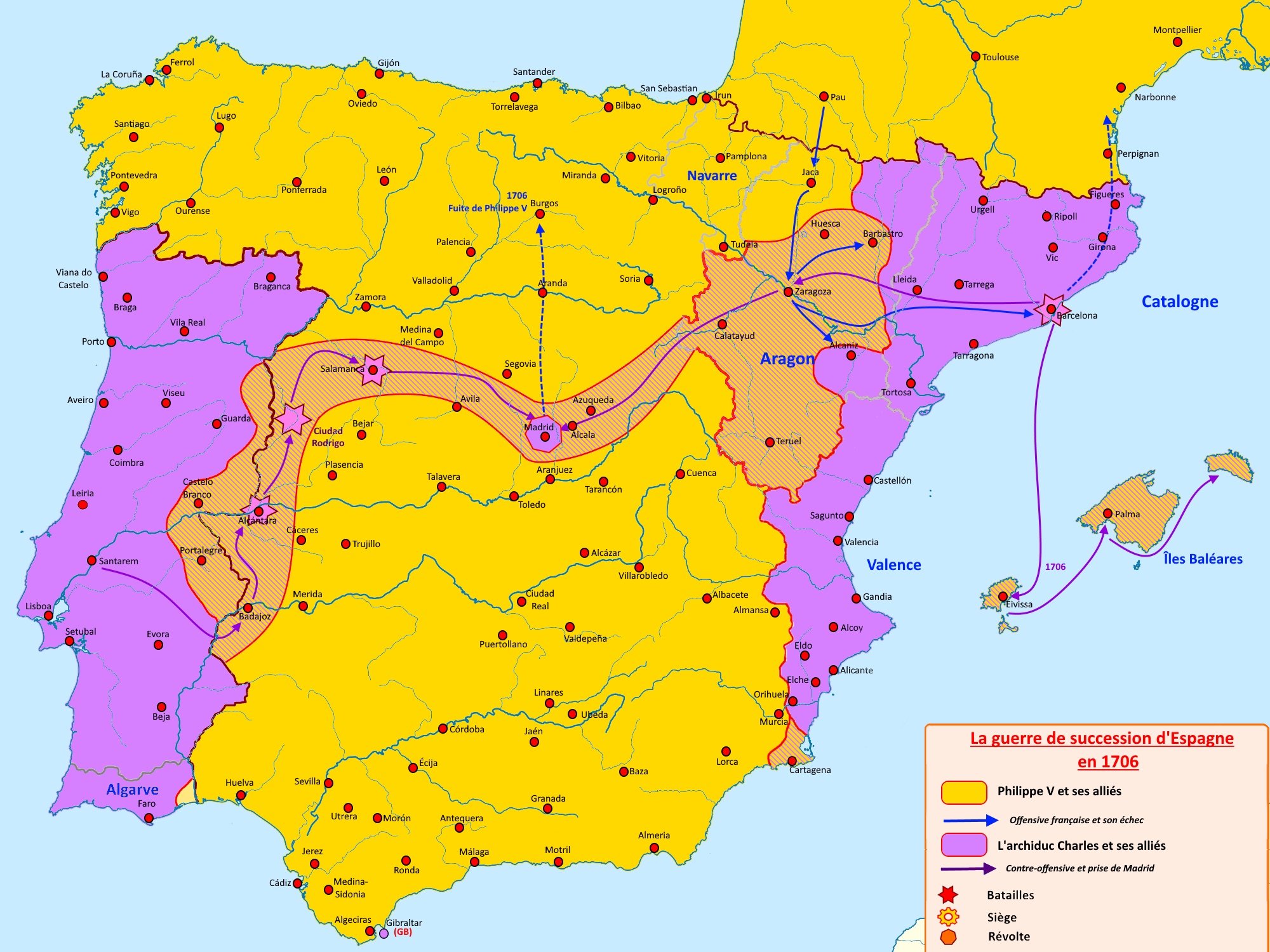
Carte de la guerre de succession d'Espagne en 1706
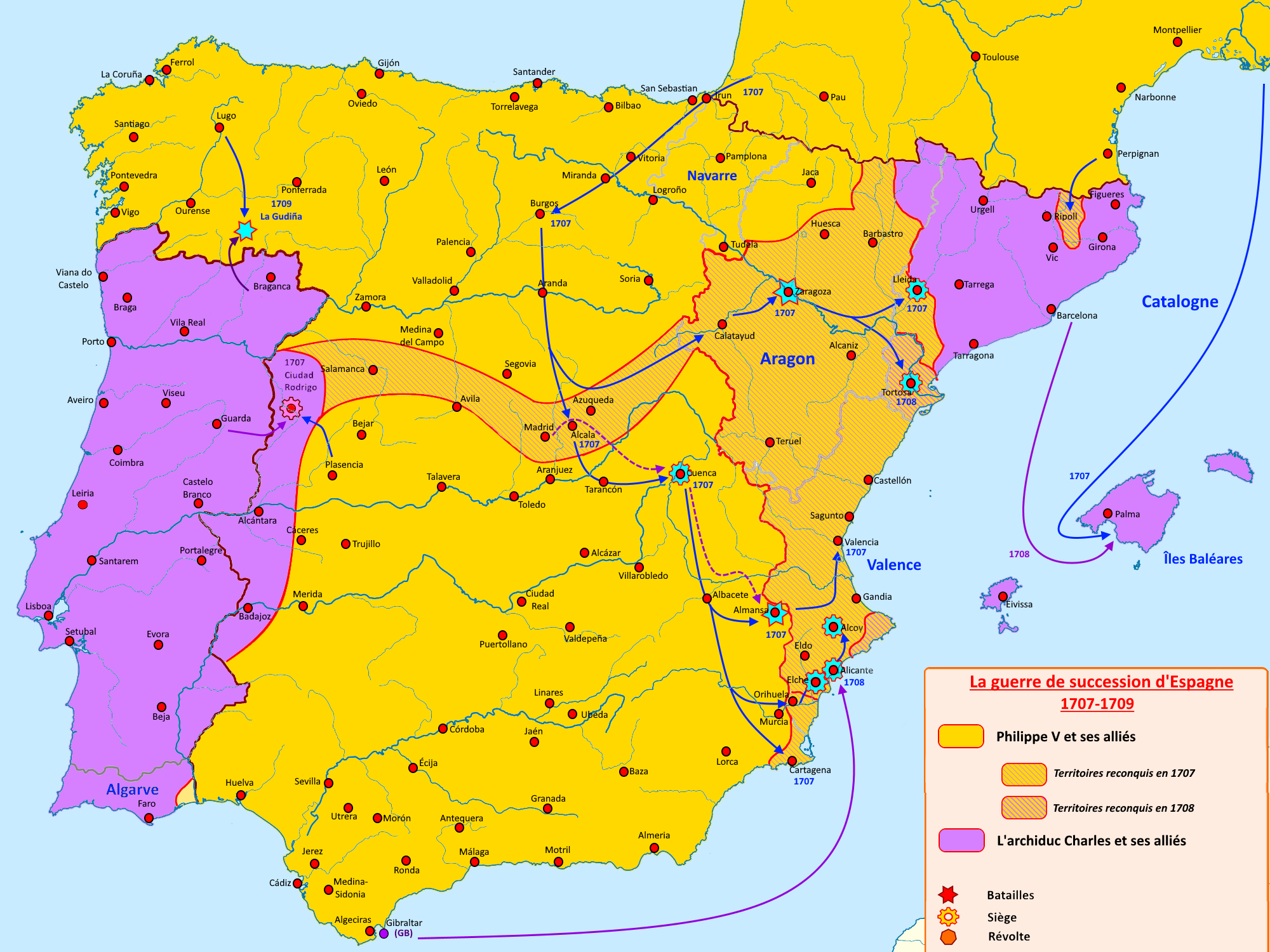
Carte de la guerre de succession d'Espagne de 1707 à 1709
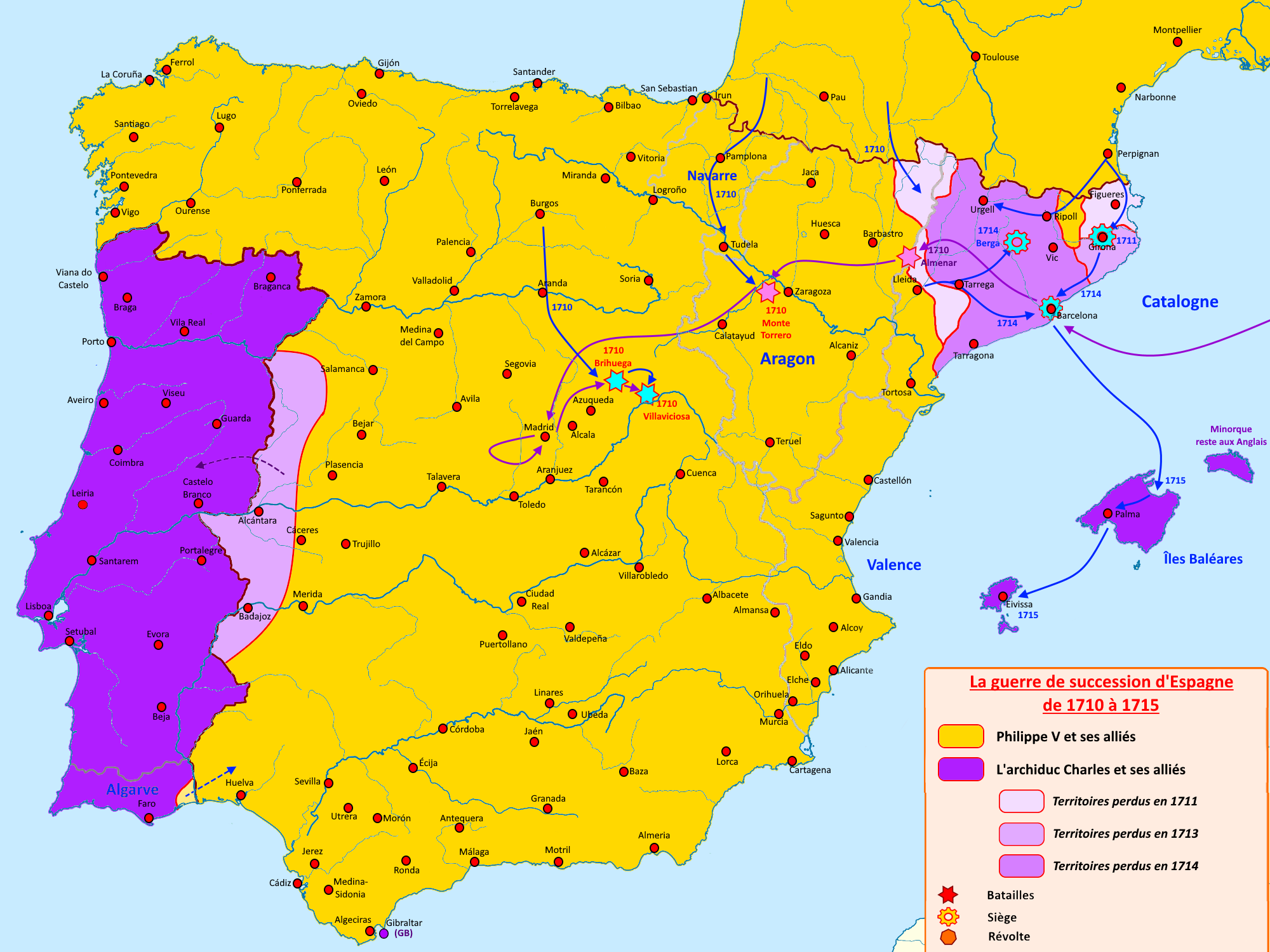
Carte de la guerre de succession d'Espagne de 1710 à 1715

Son père, le roi Pierre II, a signé le traité de Methuen en 1703, qui aligne le Portugal sur la Grande Alliance contre la maison de Bourbon et permet aux forces de cette alliance de lancer leur invasion de l'Espagne depuis le territoire portugais . Jean V renouvelle l'adhésion du Portugal à la Grande Alliance et continue le conflit aux côtés du Royaume d'Angleterre et des Habsbourgs . Alors que le Portugal consacre de vastes ressources à la guerre, celle-ci perd bientôt l'intérêt du roi .Quelques mois seulement après son accession au trône, les troupes alliées sont vaincues à la bataille d'Almansa, une défaite qui met en péril les forces portugaises en Espagne et l'issue de la guerre . L'armée portugaise continue de se battre aux côtés de la Grande Alliance jusqu'à la signature d'un armistice avec l'Espagne et la France le 8 novembre 1712 ,,. La guerre prend finalement fin en 1713 avec la signature du Traité d'Utrecht, par lequel le Portugal reprend possession des territoires conquis par la coalition des Bourbons et acquiert de nouveaux territoires en Amérique du Sud .
La guerre de Succession d'Espagne terminée, Jean V rétablit ses relations avec les cours d'Europe. Son premier grand acte diplomatique est l'envoi de Luís Manuel da Câmara, 3e comte de Ribeira Grande, comme ambassadeur à la cour de Louis XIV de France, au début d'août 1715 . Bien que le roi français ne soit décédé que quelques semaines après l'arrivée de l'ambassade portugaise en France, la richesse et l'extravagance de son entrée à Paris sont remarquées à la cour de France contribuant au prestige du souverain portugais ainsi qu'à son pays .

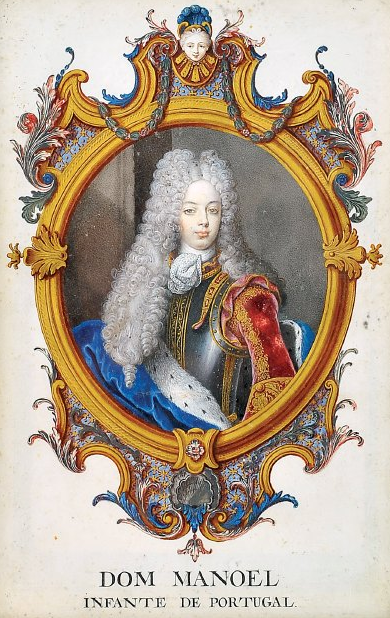
Manuel de Bragance, Infant de Portugal, candidat à la couronne polono-lituanienne.

Le frère du roi, l'infant Manuel, comte d'Ourém, fait également la promotion du Portugal dans toute l'Europe. Ayant quitté le pays en 1715, Manuel voyage à travers le continent, séjournant chez les ambassadeurs portugais et les nobles ,. Au cours des 17 années suivantes, l'infant Manuel se déplace de cour en cour et est même considéré comme candidat au titre de roi de Pologne en vertu des dispositions du Traité des trois aigles noires de 1732. Les aventures de Manuel à travers l'Europe inspirent plusieurs œuvres littéraires et augmentent le prestige du Portugal .

### Relations avec l'église catholique

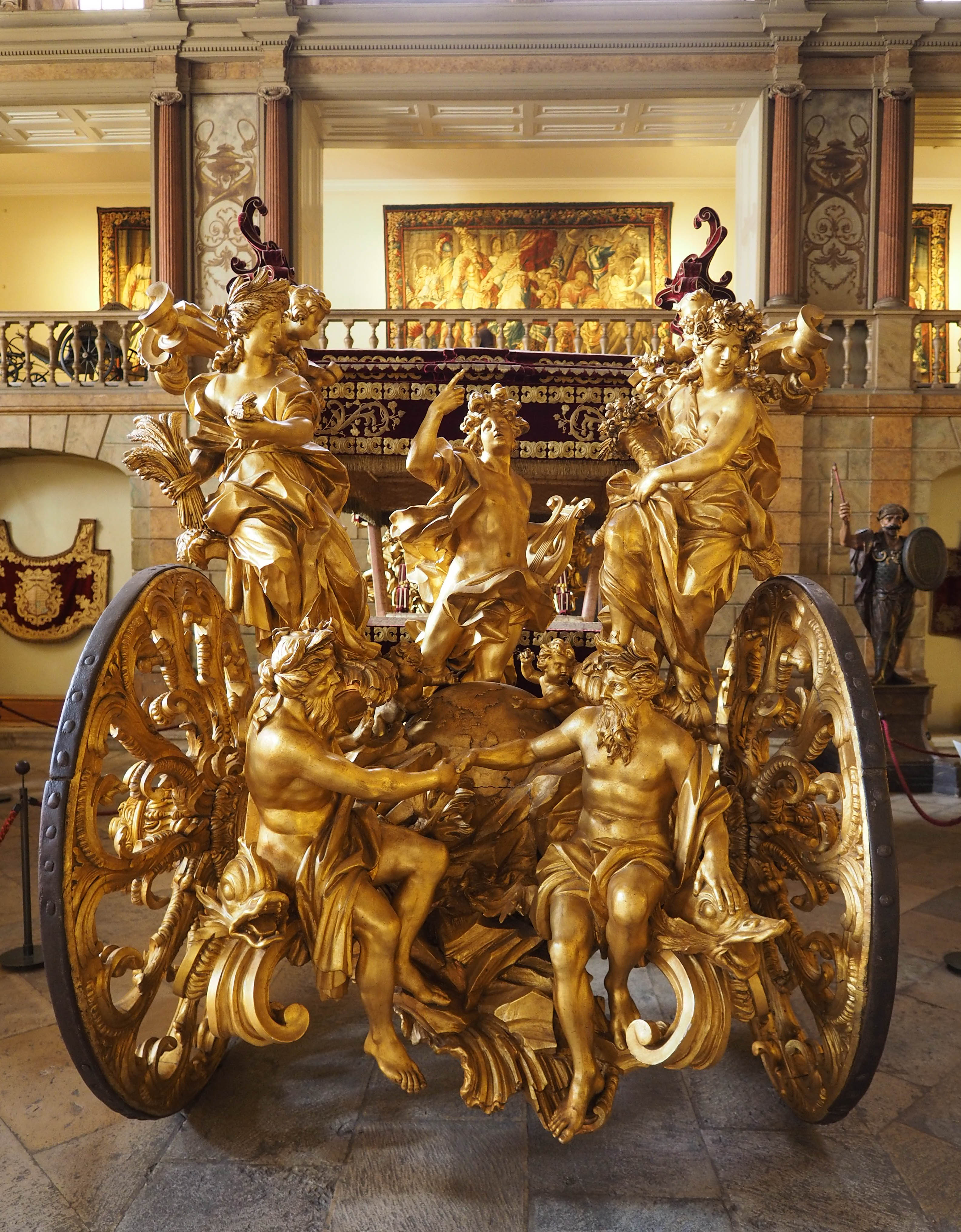
Le Coche dos Oceanos (Carrosse des Océans) utilisé dans l'entrée triomphale de l'envoyé portugais à Rome en 1716.

Le règne de Jean V est caractérisé par une importance particulière accordée aux relations avec Rome et la Papauté, même si l'état des relations avec le Saint-Siège dépend largement du pape de l'époque. En 1716, en réponse à une demande du pape Clément XI au monarque portugais pour l'aider dans la lutte contre les Turcs, le roi envoi une armada de navires pour aider Venise et l'Autriche dans leurs conflits avec les Ottomans, dirigée par son frère l'infant François, duc de Beja, et Lopo Furtado de Mendonça, comte de Rio Grande. La même année, Jean V ordonne une entrée solennelle et triomphale pour son ambassadeur à Rome, Rodrigo Anes de Sá Almeida e Meneses, 1er marquis d'Abrantes . Le cortège cérémoniel comprend un convoi de 300 carrosses entourant la « pièce de résistance » du cortège, le carrosse des Océans, un carrosse orné fabriqué à Lisbonne pour démontrer la richesse de l'Empire portugais à Rome . Cela impressionne la cour papale et le pape Clément élève la dignité de l'archidiocèse de Lisbonne au rang de Patriarcat de Lisbonne, faisant de la capitale portugaise l'un des deux seuls diocèses à porter ce titre en Europe, aux côtés de Venise. La bonne fortune de Jean V avec la papauté et l'Italie continue à augmenter l'année suivante, en 1717, lorsqu'une escadre de navires portugais participe à la bataille de Matapan, au cours de la Guerre vénéto-austro-ottomane.

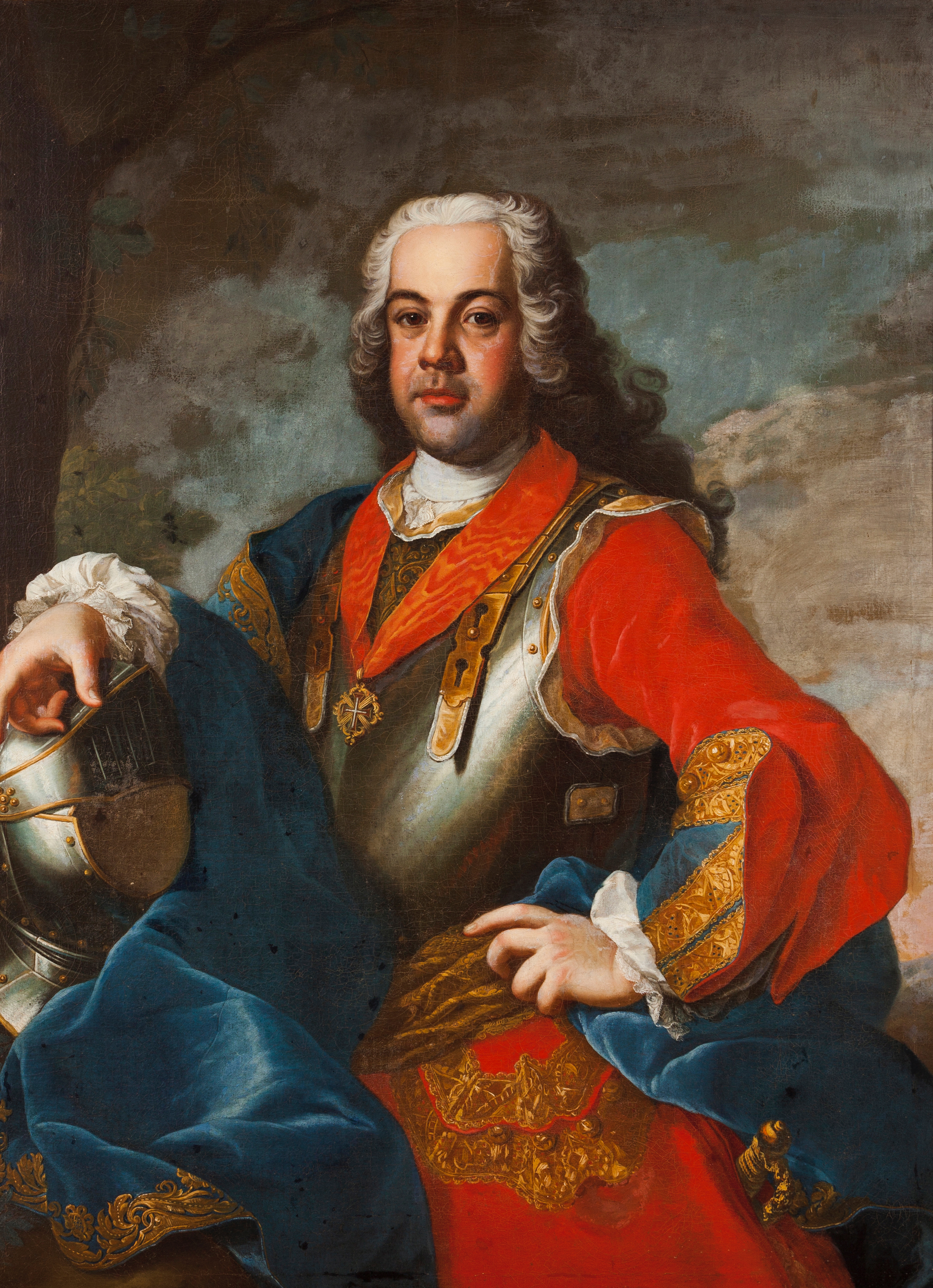
François de Portugal, duc de Beja, commandant de l'armada portugaise demandée par le pape Clément XI.

Le successeur de Clément XI, Innocent XIII, a servi comme nonce apostolique au Portugal (en) de 1697 à 1710, à la cour de Jean V et de son père le roi Pierre II . Le successeur d'Innocent XIII, le pape Benoît XIII, est le seul pape issu de la royauté portugaise (descendant du roi Denis Ier) mais les relations avec le Portugal ne sont pas plus chaleureuses que sous son prédécesseur. Mécontent du rejet de ses demandes par le Vatican, Jean V riposte contre Benoît XIII en 1728, fermant la nonciature papale à Lisbonne, rappelant tous les cardinaux portugais de Rome et interdisant les relations officielles des sujets portugais avec le Saint-Siège . Le pape tente de résoudre les litiges par l'intermédiaire du roi Philippe V d'Espagne mais Jean V refuse .
Le roi souhaite élever les nonces portugais à la dignité de cardinal et exige son avis dans le processus de sélection ,. Clément XI et Innocent XIII ont tous deux rejeté les demandes de Jean V tout comme Benoît XIII . Ce n'est qu'au cours du pontificat de Clément XII, en 1730, que les demandes du roi portugais sont satisfaites avec l'élévation de la nonciature portugaise à la dignité partagée uniquement avec la France, l'Autriche et l'Espagne . Le successeur de Clément XII, Benoît XIV, entretient une relation nettement meilleure avec le roi portugais, accordant à ce dernier la reconnaissance souhaitée en tant que monarque chrétien légitime . En 1748, le pape décerne le titre de « Majesté Très Fidèle » à Jean V et à ses successeurs..

### Administration impériale
Le règne de Jean V voit l'essor des Amériques comme bastion de la puissance impériale portugaise, alors que le commerce devient moins lucratif en Asie et en Afrique. L'Empire portugais connait des gains territoriaux dans les actuels Brésil, Inde, Kenya, Uruguay, Timor oriental, Angola et Mozambique. Le roi cherche à exercer un contrôle strict sur le gouvernement, le commerce et les communications des territoires d'outre-mer .
Amériques

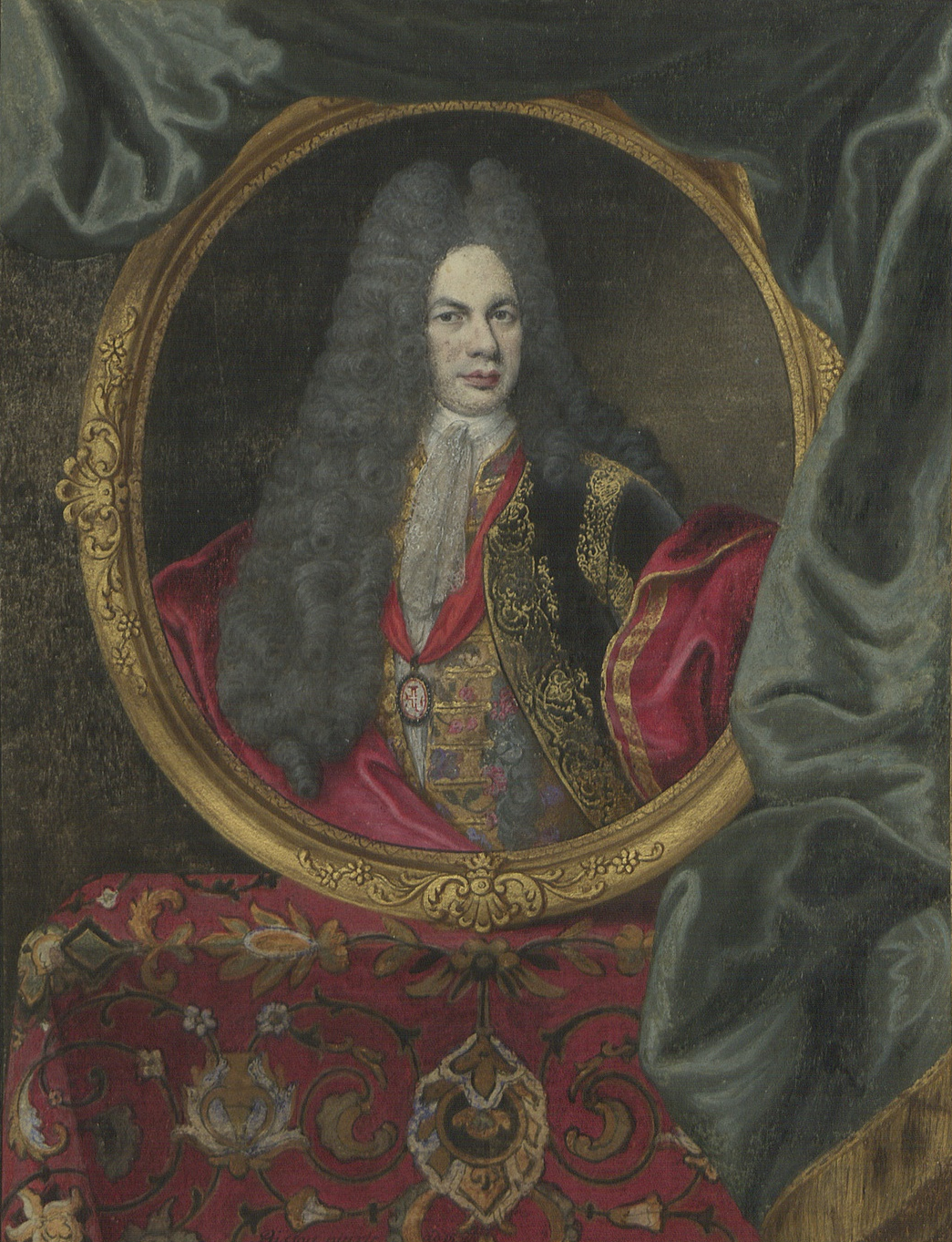
Le diplomate Luís da Cunha a négocié l'annexion de l'Uruguay par le Portugal au Congrès d'Utrecht.

L'Amérique portugaise occupe la plus haute priorité dans l'administration de Jean V . Les colonies du Brésil sont devenues des sources vitales de richesse pour le trésor royal, ce qui rend crucial la protection et la bonne gouvernance de ces possessions. L'expansion du territoire portugais dans les Amériques est également une préoccupation, qui est principalement réalisée par des incursions militaires à l'intérieur du continent par les « Bandeirantes ». Le Portugal reprend le contrôle de l'Uruguay après le traité d'Utrecht en 1714 et le défend avec succès contre une tentative de reconquête espagnole lors de la guerre hispano-portugaise de 1735-1737 .
Dans les années 1690, de vastes gisements d'or et de diamants sont découverts au Brésil. Leur exploitation commence principalement sous le règne de Jean V, avec la création de sociétés minières, de systèmes de taxation et d'une chaîne d'approvisionnement mercantiliste, qui inaugure une période de ruée vers l'or brésilien . Le « cinquième royal » est institué comme une forme de taxation sur les activités minières, exigeant qu'un cinquième de tout l'or soit directement versé au trésor du roi. Afin de consolider l'autorité royale tout en promouvant une gouvernance efficace, Jean V prend le contrôle de la Capitainerie de São Vicente (en 1709) et de la Capitainerie de Pernambouc (en 1716), établissant une gouvernance royale directe dans les deux provinces les plus précieuses du Brésil ,. En 1721, le roi ordonne la séparation de la région d'exploitation minière du reste de la capitainerie de São Vicente, dans la capitainerie autonome de « Minas Gerais », permettant à l'administration coloniale de collecter les impôts plus efficacement .
Asie

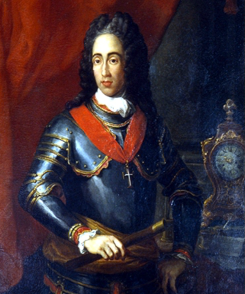
Luís Carlos Inácio Xavier de Meneses, vice-roi de l'Inde portugaise, rétabli la domination et le commerce portugais.

L'Asie a été la base traditionnelle de la richesse et de la puissance de l'Empire portugais, mais son déclin est devenu particulièrement perceptible pendant le règne de Jean V, alors que l'or et les diamants des Amériques affluent vers Lisbonne ,. L'Inde portugaise, historiquement le « joyau de l'empire », est économiquement sous la contrainte du régime restrictif de l'Inquisition portugaise à Goa, qui interdit le commerce avec les marchands non chrétiens . Parallèlement, l'allié le plus important du Portugal dans le sous-continent indien est l'Empire moghol, qui entre dans un déclin drastique après 1707, coïncidant avec la montée de l'Empire marathe, ennemis de longue date des Portugais . Le Portugal subi des pertes territoriales après la Bataille de Vasai et la conquête marathe de Baçaim, bien que la superficie de l'Inde portugaise triple de 1713 à 1788, à une époque connue sous le nom de Novas Conquistas (Nouvelles conquêtes),. Le déclin de l'importance de l'Inde portugaise donne lieu à de nombreuses réorganisations administratives pendant le règne de Jean V, notamment le détachement du Mozambique de l'autorité du vice-roi de l'Inde portugaise, ainsi que la création d'une route commerciale directe du Portugal vers Macao (Chine actuelle), qui supprime l'escale au port indien de Goa .
Afrique
La colonisation portugaise de l'Afrique est moins prioritaire, pour le roi Jean V, que celle des Amériques et de l'Asie. Des conflits avec des corsaires hollandais dans les années 1720, tentant de bloquer les expéditions à destination et en provenance de la Côte de l'Or, ont abouti à une victoire portugaise dans des batailles navales mineures . Des tensions ont également été exacerbées avec la Grande-Bretagne en 1722 lorsque les forces britanniques ont établi une fortification dans la province de Cabinda (dans l'actuel Angola), qui est revendiquée et évangélisée par les Portugais depuis le XVe siècle. Une exception notable à la longue alliance anglo-portugaise, Jean V ordonne à des galions de l'Armada du Brésil de se rendre à Cabinda soit pour prendre possession du fort, soit pour le détruire ainsi que ses hommes, ce qui aboutit à une victoire portugaise en 1723. Le Portugal reconquiert brièvement Mombasa (Kenya actuel) en 1728, pour en perdre à nouveau le contrôle en 1729, mettant fin à la dernière période de domination portugaise sur ce territoire .

### Réalisations durant son règne
Jean V est l'un des plus grands mécènes de l'histoire portugaise, ayant commandé de nombreux projets de construction et études artistiques. L'œuvre la plus célèbre et la plus importante du roi est le palais national de Mafra. Au début de 1711, le roi s'inquiète de l'avenir de sa dynastie car sa femme n'a toujours pas eu d'enfant. Il rencontre Dom Nuno da Cunha e Ataíde, haut-inquisiteur du Portugal, qui assure au roi que s'il promet de construire un couvent pour les franciscains à Mafra, dans la campagne de Lisbonne, la reine Marie-Anne lui donnerait un enfant avant la fin de 1711. Jean V accepte et la construction commence en 1717, avec des plans pour un modeste couvent-église pouvant accueillir cent frères . Cependant, avec le flux d'or du Brésil, les plans sont modifiés pour accueillir trois cents frères et ajusté pour devenir un couvent-palais hybride, comprenant une bibliothèque royale, une basilique et un vaste ensemble d'appartements pour la famille royale. Constatant l'ampleur et la portée du projet, Charles de Merveilleux, un noble suisse vivant au Portugal en 1726, fait remarquer que « le roi Jean V a décidé de construire un deuxième Escurial » .
Avec les nouveaux plans pour un complexe palatial, le projet de Mafra, confié à l'architecte royal João Frederico Ludovice, devenu bien plus qu'une réalisation d'une promesse religieuse, mais plutôt une démonstration du pouvoir et de la richesse monarchiques . En 1729, 15 470 ouvriers de tout le Portugal et de ses colonies contribuent à la construction du palais, aux côtés d'un total de 6 124 fantassins et cavaliers, soit un total de 21 594 personnes impliquées dans le processus de construction et le chantier cette année-là . Alors que la majeure partie du palais est achevée en 1730, Jean V est tellement absorbé par l'achèvement du projet qu'il décrète l'obligation pour tous les habitants des villages de Mafra et d'Ericeira de travailler au palais . En ce qui concerne le coût exubérant du complexe palatial, Merveilleux fait remarquer que « les trois quarts du trésor royal et presque tout l'or apporté par les flottes du Brésil est ici, à Mafra, transformés en pierre. ».
Mafra est un monument au pouvoir royal, même s'il ne devient qu'un palais de plaisance et jamais un siège d'autorité .

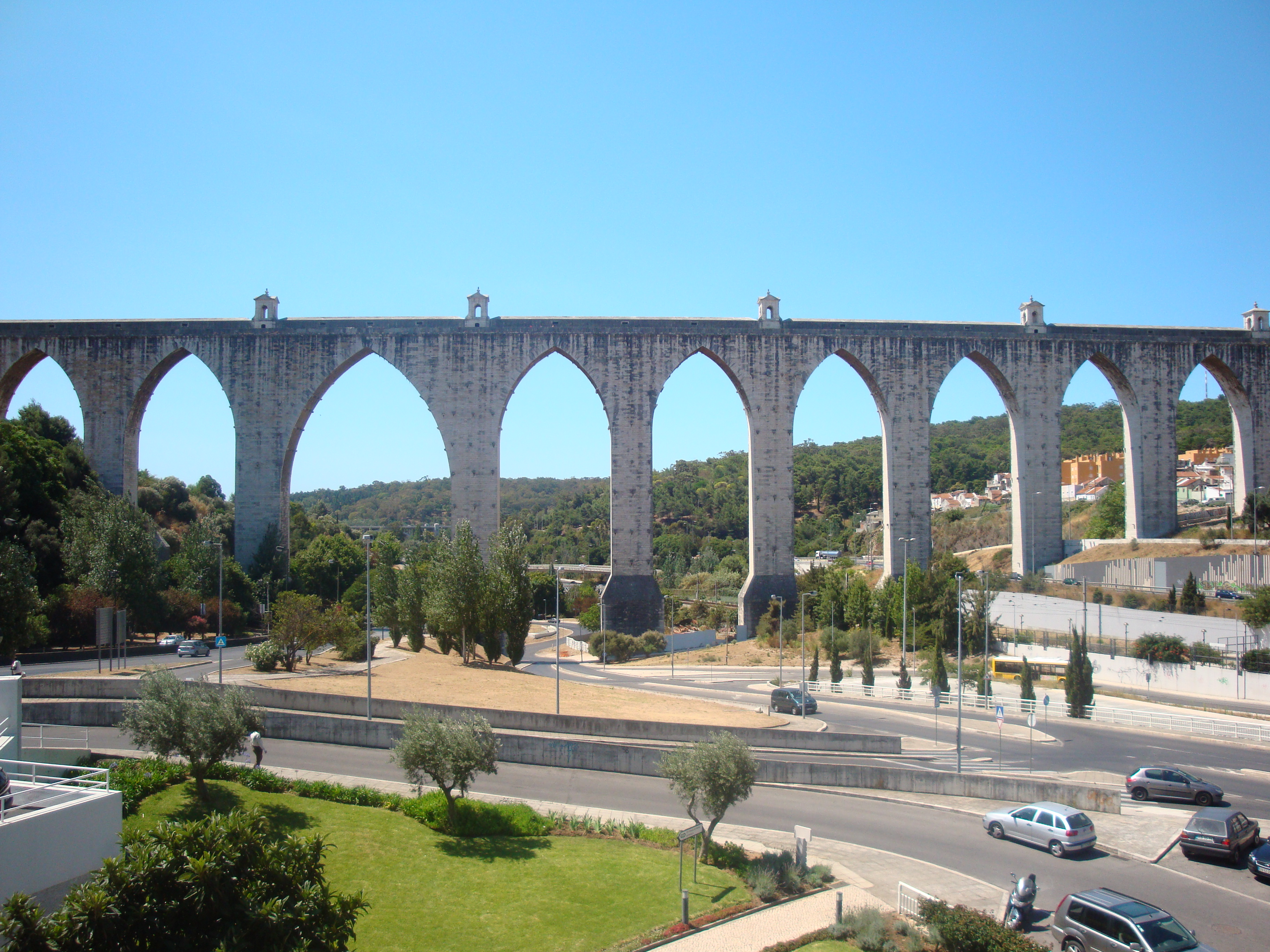
Aqueduc des Eaux Libres, vallée d'Alcantara, Lisbonne

Il lance également plusieurs autres projets de construction ,. Pour alimenter Lisbonne en eau, il conçoit avec plusieurs ingénieurs le grand aqueduc des Eaux Libres .
Ami des arts et des lettres, il fait venir à Lisbonne Domenico Scarlatti pour que ce dernier enseigne le clavecin à sa fille Marie-Barbara de Portugal .

### Mort
Jean V est atteint d'hydropisie et malade durant les huit dernières années de sa vie jusqu'à sa mort en 1750 à l'âge de 60 ans .

## Descendance

### Enfants légitimes

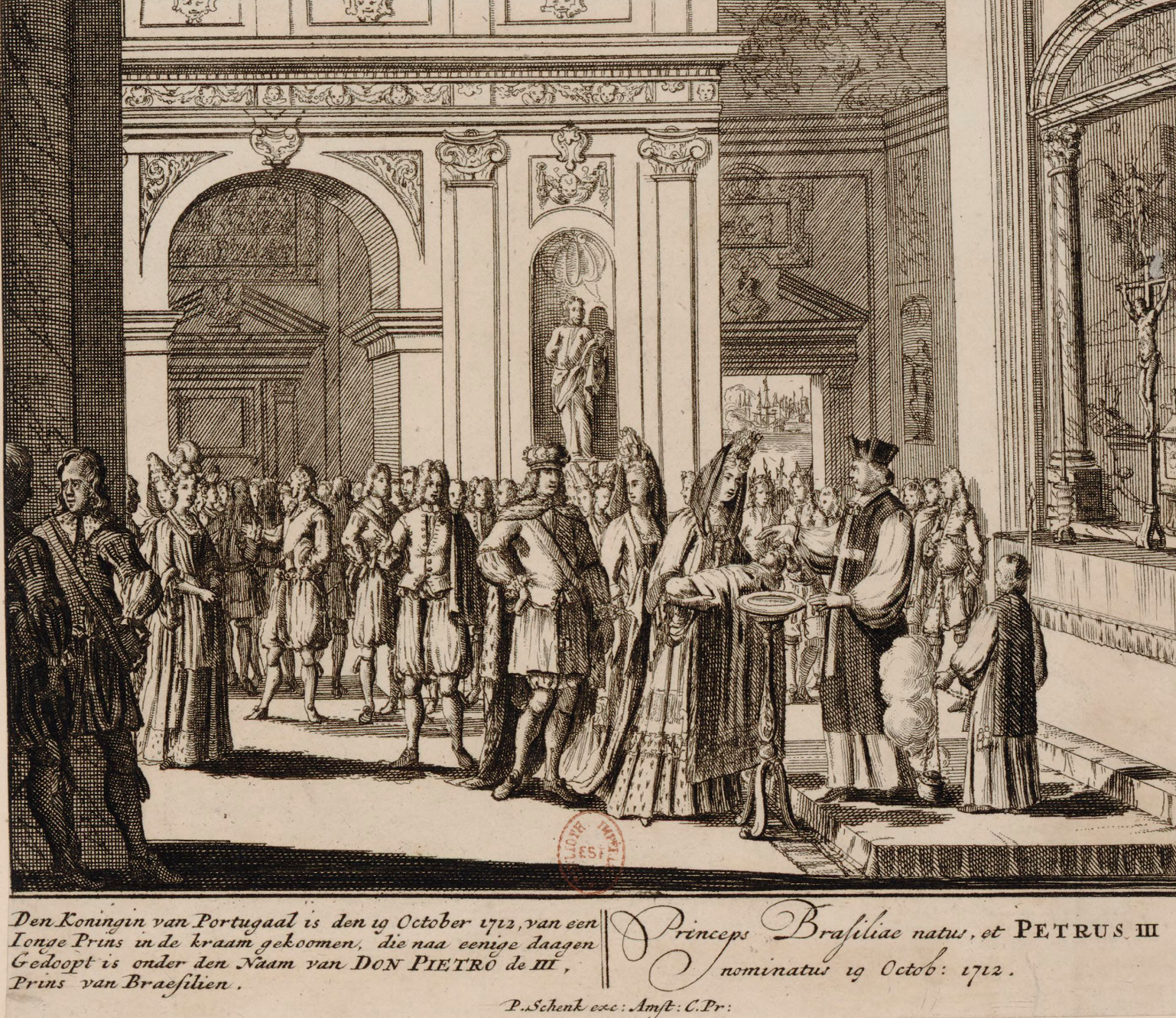
La Famille royale au baptême de Pierre, Prince du Brésil; vers 1712.

Fils aîné de Pierre II et de sa deuxième épouse Marie-Sophie de Neubourg (belle-sœur de l'empereur Léopold Ier), Jean V épouse le 28 octobre 1708 sa cousine Marie-Anne d'Autriche dont il a six enfants :
- Marie-Barbara de Portugal (1711-1758), épouse le 19 janvier 1729 le futur souverain espagnol Ferdinand VI (1713-1759)
- Pierre de Portugal (1712-1714) (en), prince du Brésil, mort en bas âge.
- Joseph Ier (1714-1777), épouse le 19 janvier 1729 Marie-Anne-Victoire d'Espagne (1718-1781) (ils ont quatre filles dont l'ainée devient reine en 1777 sous le nom de Marie Ire)
- Charles de Portugal (1716-1736) (en), duc de Beira
- Pierre III (1717-1786), épouse en 1760 sa nièce, la future Marie Ire (1734-1816)
- Alexandre de Portugal (1723-1728) (en)

Lorsque les fiançailles de Marie-Anne-Victoire d'Espagne avec Louis XV sont annulées, Jean V propose Marie-Barbara comme épouse au roi de France mais l'offre est refusée . Le roi portugais réussit néanmoins à gagner quelque chose de la dissolution des fiançailles entre Louis XV et Marie-Anne-Victoire: l'héritier de Jean V, le prince Joseph, serait fiancé à Marie-Anne-Victoire, et Marie-Barbara épouserait son demi-frère aîné, le prince Ferdinand (futur roi Ferdinand VI d'Espagne). Les négociations entre le Portugal et l'Espagne commencent en 1725, et quatre ans plus tard, les enfants aînés de Jean V sont mariés à leurs époux . Les infantes Marie-Barbara et Marie-Anne-Victoire sont échangées lors d'une cérémonie, appelée l'Échange des princesses (Troca das Princesas), qui se tient sur la rivière Caia le 19 janvier 1729 .
Son quatrième fils, l'infant Pierre, épousera la fille de son frère aîné, le futur roi Joseph Ier. Lorsque Joseph meurt en 1777, sa fille aînée devient reine de Portugal sous le nom de Marie Ire et Pierre devient roi jure uxoris sous le nom de Pierre III .

### Enfants illégitimes
Certains évoquent les mœurs dissolues de ce roi à une époque où les couvents semblent devenus des lieux de débauche. Ainsi Jean V va entretenir une relation avec la religieuse Paula Teresa da Silva du couvent d'Odivelas dont il aura un fils, José de Bragance. Il reconnaît également deux autres fils bâtards connus comme les Enfants de Palhavã  et a une fille, Maria Rita de Bragance, avec Luísa Clara de Portugal.
Les enfants de Palhavã reçoivent une éducation digne de la noblesse et deviennent des membres éminents du clergé . Maria Rita n'est jamais officiellement reconnue comme la fille de Jean V. Cependant, le roi organise de manière informelle sa vie au couvent de Santos et gère ses dépenses . Le beau-père de Maria Rita, Jorge de Meneses, tente d'arrêter les actions de Jean V en faveur de Maria Rita mais le souverain portugais fait exiler de Meneses en Espagne puis en Angleterre .

## Titre complet
Roi de Portugal et des Algarves, de chaque côté de la mer en Afrique, Seigneur de Guinée et de la conquête, de la navigation et du commerce d'Éthiopie, d'Arabie, de Perse et d'Inde par la grâce de Dieu

## Sources
- Généalogie des rois et des princes de Jean-Charles Volkmann Edit. Jean-Paul Gisserot (1998)